# Molnár Péter Salamon
Molnár Péter Salamon (Budapest, 1976. augusztus 3. –) kerámiaszobrász. 
Kedvenc témái: az unott muzsikus, az elveszett kisember, a bukott angyal, a balga állatka.[forrás?]
1999 óta[forrás?] több nemzetközi kiállításon szerepelt. A budapesti Ludvig Galériában folyamatosan jelen van kiállított tárggyal.[forrás?]
2007-ben a lengyelországi Legnicában 30. alkalommal megrendezett "Satyrykon"  karikatúrafesztiválon Homo ludens  című alkotásával aranyérmet nyert a „társadalmi szatíra” kategóriájában.